# Wüstensöhne
Der Ausdruck Wüstensöhne ist eine aus dem 19. Jahrhundert stammende romantisch verklärende Metapher für die Wüstenvölker des Orients. Er hat seinen Ursprung in der biblisch inspirierten Bezeichnung „Söhne Ismaels“ für die nichtjüdischen semitischen, also zumeist arabischen, Völker. Nach dem Alten Testament und dem  Koran hatte Sara, die kinderlose Frau Abrahams, dessen nebenehelichen Sohn Ismael samt seiner Mutter, der Magd Hagar, aus Neid „in die Wüste geschickt“ (Genesis 16 ). Mohammed proklamierte die ismaelitische Nachkommenschaft für die arabischen Völker.
In seiner ursprünglichen Bedeutung ist der Begriff kaum noch geläufig. Im Allgemeinen bezeichnete man damit Araber und Berber, im Besonderen die im Gegensatz zu orientalischen Städtern stehenden arabischen und berberischen Beduinen und Nomaden. Die Verwendung des Begriffes in politischen Kommentaren oder Kulturberichten über den Nahen Osten hilft stilistisch und in ironischer Brechung Wortdoppelungen zu vermeiden. 

## Sonstiges
- Die Wüstensöhne ist eine US-amerikanische Filmkomödie aus dem Jahr 1933 mit dem Komiker-Duo Stan Laurel und Oliver Hardy. Mit dem englischen Titel Sons of the Desert benannte sich ein weltweit organisierter Laurel & Hardy-Freundeskreis
- Unter dem Namen Wüstensöhne gibt es unter anderem ein Brettspiel für Kinder und Jugendliche.
- Ein Zigarrenverein in der Schweiz ist unter dem Namen „Wüstensöhne“ bekannt.
- Ferner gab es eine Countrymusik-Band mit diesem Namen.